# Исток (Ростовская область)
Исто́к — посёлок в Советском районе Ростовской области.
Входит в состав Чирского сельского поселения.

## Население
| 2010 |
| ---- |
| 32   |

## Улицы
В поселке имеется одна улица — Истокинская.